# Candida albicans
Candida albicans (укр. Канді́да білі́юча) — диплоїдний грибок (форма дріжджоподібних грибів), здатний до спаровування, але не в формі мейозу, збудник опортуністичних інфекцій людини, що передається фекально-орально або статевим шляхом. Системні грибкові інфекції (фунгемії) є важливими причинами захворюваності і смертності пацієнтів з імунодефіцитом (наприклад, через СНІД, хіміотерапію раку або після трансплантації органів). Крім того, цей грибок є важливим збудником інфекції, що передається в лікарнях.
C. albicans є одним з організмів флори кишечника, групи організмів, що живуть у травному тракті починаючи з ротової порожнини. При нормальних обставинах, C. albicans присутній у 80 % популяції людей, не породжуючи хвороб, хоча надмірне збільшення його кількості спричинює кандидоз.